# Mất đa dạng sinh học
Mất đa dạng sinh học là sự tuyệt chủng của các loài (thực vật hoặc động vật) trên toàn thế giới, và cũng là sự suy giảm hoặc biến mất của loài tại địa phương trong một môi trường sống nhất định. Hiện tượng thứ hai có thể là tạm thời hoặc vĩnh viễn, tùy thuộc vào việc suy thoái môi trường dẫn đến mất mát có thể đảo ngược thông qua phục hồi sinh thái/khả năng phục hồi sinh thái hoặc có hiệu quả vĩnh viễn (ví dụ như mất đất). Sự tuyệt chủng toàn cầu cho đến nay đã được chứng minh là không thể đảo ngược.
Mặc dù tuyệt chủng vĩnh viễn trên toàn cầu là một hiện tượng mạnh mẽ hơn so với thay đổi khu vực trong thành phần loài, ngay cả những thay đổi nhỏ từ trạng thái ổn định lành mạnh cũng có thể có ảnh hưởng đáng kể đến lưới thức ăn và chuỗi thức ăn trong trường hợp giảm chỉ một loài có thể ảnh hưởng xấu đến toàn bộ chuỗi (cùng tuyệt chủng), dẫn đến giảm tổng thể đa dạng sinh học, các trạng thái ổn định thay thế có thể có của một hệ sinh thái. Các tác động sinh thái của đa dạng sinh học thường bị ảnh hưởng bởi sự mất mát của nó. Giả đa dạng sinh học đặc biệt dẫn đến giảm các dịch vụ hệ sinh thái và cuối cùng gây nguy hiểm ngay lập tức cho an ninh lương thực, và cho nhân loại.

## Tỉ lệ mất mát
Tham khảo thêm:  đa dạng alpha, đa dạng beta, đa dạng gamma, và Tranh cãi về chức năng của sự đa dạng

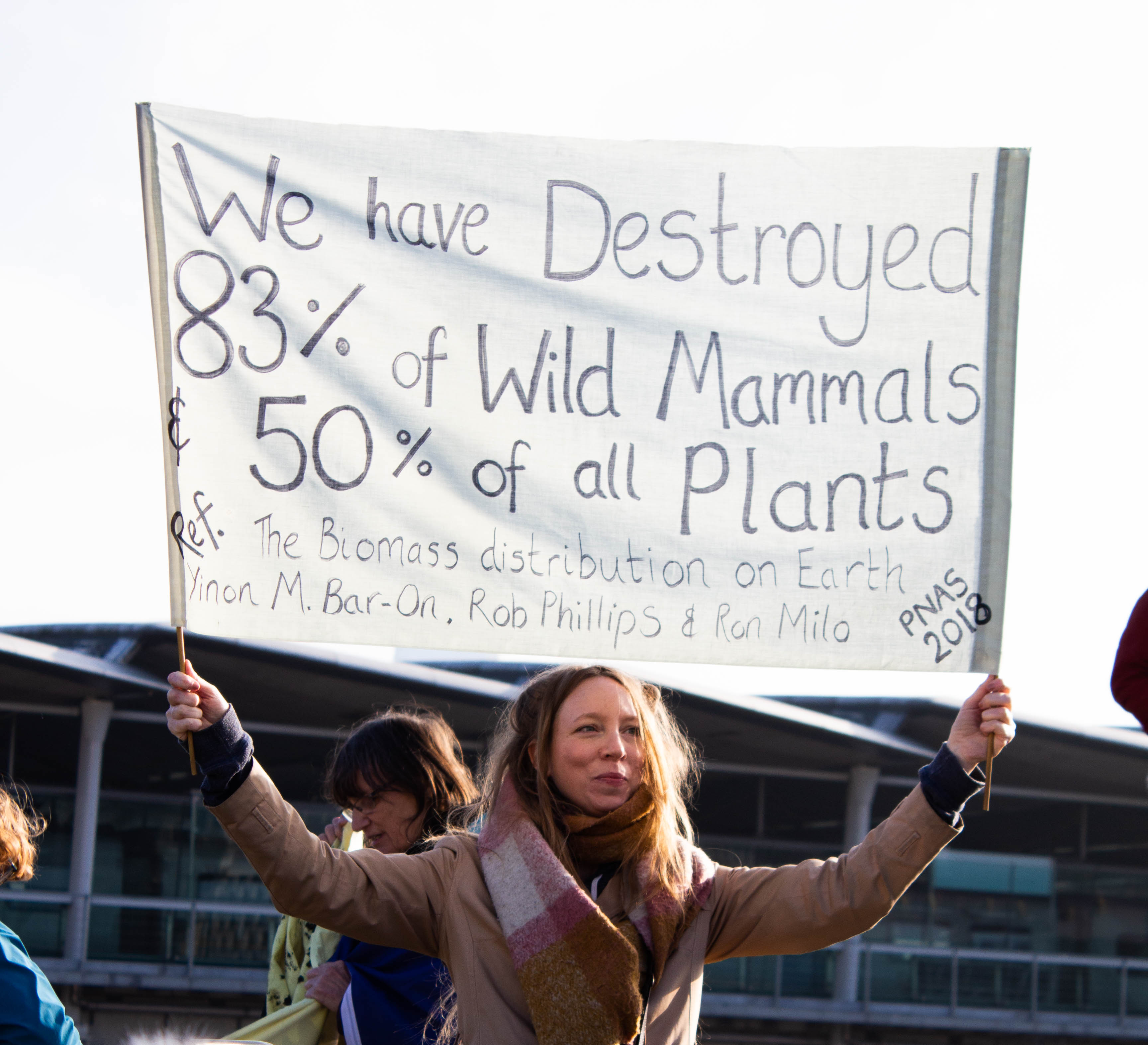
Người biểu tình chống sự mất đa dạng sinh học, ở Extinction Rebellion (2018).

Bạn biết đấy, khi chúng tôi lần đầu tiên thành lập WWF, mục tiêu của chúng tôi là cứu các loài nguy cấp khỏi nguy cơ tuyệt chủng. Nhưng chúng tôi đã thất bại hoàn toàn; chúng tôi đã không cứu được một loài nào. Giá như chúng ta bỏ tất cả số tiền đó vào bao cao su thì có lẽ chúng ta đã làm được một số việc tốt.
- Ngài Peter Scott, Người sáng lập Quỹ Thiên nhiên Toàn cầu, Tạp chí Cosmos, 2010
Tỷ lệ mất đa dạng toàn cầu hiện nay được ước tính cao hơn 100 đến 1000 lần so với tỷ lệ tuyệt chủng nền (xảy ra tự nhiên) và dự kiến sẽ vẫn tăng trong những năm tới.
Tỷ lệ hao hụt tại địa phương có thể được đo lường bằng cách sử dụng sự phong phú của loài và sự biến đổi của nó theo thời gian. Số lượng thô có thể không liên quan về mặt sinh thái như độ dồi dào tương đối hoặc tuyệt đối. Tính đến tần số tương đối, một số lượng đáng kể chỉ số đa dạng sinh học đã được phát triển. Bên cạnh tính phong phú, tính đồng đều và tính không đồng nhất được coi là các kích thước chính để đo lường sự đa dạng.
Như với tất cả các biện pháp phân loại, điều cần thiết là phải phân loại chính xác phạm vi không gian và thời gian của sự quan sát. "Các định nghĩa có xu hướng trở nên kém chính xác hơn khi mức độ phức tạp của đối tượng tăng lên và các quy mô không gian và thời gian liên quan được mở rộng." Bản thân đa dạng sinh học không phải là một khái niệm đơn lẻ mà có thể được chia thành nhiều hệ thống khác nhau (ví dụ: đa dạng hệ sinh thái so với đa dạng về môi trường sống hoặc thậm chí đa dạng sinh học so với đa dạng môi trường sống)) hoặc các phạm trù nhỏ khác nhau (ví dụ: đa dạng phát sinh loài, đa dạng loài, đa dạng di truyền, đa dạng nucleotide). Câu hỏi về tổn thất ròng ở các vùng hạn chế thường là một vấn đề gây tranh cãi nhưng thời gian quan sát lâu hơn thường được cho là có lợi cho ước tính tổn thất.
Để so sánh tỷ lệ giữa các vùng địa lý khác nhau, độ dốc vĩ độ trong đa dạng loài cũng cần được xem xét.

## Nguyên nhân
Sự mất mát đa dạng sinh học là do con người điều khiển và ảnh hưởng của hệ sinh thái. Đa dạng sinh học được định nghĩa theo truyền thống là sự đa dạng của sự sống trên Trái Đất ở tất cả các dạng và nó bao gồm số lượng loài, sự biến đổi di truyền của chúng và sự tương tác giữa các dạng sống này. Tuy nhiên, từ vài năm trở lại đây, sự mất đa dạng sinh học do con người gây ra đang gây ra những tác động nghiêm trọng hơn và lâu dài hơn. Các nguyên nhân chính dẫn đến mất đa dạng sinh học như sau:

### Sử dụng đất
Theo Báo cáo về Đa dạng sinh học Toàn cầu năm 2014 của Liên hợp quốc ước tính rằng 70% dự báo mất đa dạng sinh học trên cạn là do sử dụng nông nghiệp (phá rừng, thâm canh, độc canh, đô thị hóa). Thêm nữa, hơn 1/3 bề mặt đất của hành tinh được sử dụng để trồng trọt và chăn thả gia súc. Nông nghiệp phá hủy đa dạng sinh học bằng cách chuyển đổi môi trường sống tự nhiên sang các hệ thống được quản lý chặt chẽ và bằng cách thải ra các chất gây ô nhiễm, bao gồm cả khí nhà kính. Chuỗi giá trị thực phẩm tiếp tục khuếch đại các tác động liên quan thông qua sử dụng năng lượng, vận chuyển và chất thải. Tác động trực tiếp của phát triển đô thị đối với việc mất môi trường sống đã được hiểu rõ: Việc xây dựng các công trình xây dựng thường dẫn đến sự phá hủy và chia cắt môi trường sống. Sự gia tăng đô thị hóa làm giảm đáng kể đa dạng sinh học khi các khu vực sinh cảnh tự nhiên rộng lớn bị chia cắt. Các mảng sinh cảnh nhỏ không thể hỗ trợ mức độ đa dạng về gen hoặc phân loại như trước đây trong khi một số loài nhạy cảm hơn có thể bị tuyệt chủng đồng loạt.

### Sự ô nhiễm
Ô nhiễm do đốt các nhiên liệu hóa thạch như dầu, than và khí đốt có thể tồn tại trong không khí dưới dạng các chất ô nhiễm dạng hạt hoặc rơi xuống đất dưới dạng mưa axit. Mưa axit, chủ yếu bao gồm axit sunfuric và axit nitric, gây ra axit hóa các hồ, suối và đất rừng nhạy cảm, góp phần làm rừng tăng trưởng chậm hơn và cây cối bị phá hủy ở mức độ cao lớn. Hơn nữa, carbon dioxide thải ra từ việc đốt nhiên liệu hóa thạch và phân hủy xác, phá rừng và các hoạt động nông nghiệp góp phần tạo ra khí nhà kính, ngăn nhiệt thoát khỏi bề mặt Trái Đất. Với sự gia tăng nhiệt độ dự kiến do gia tăng khí nhà kính, mức độ ô nhiễm không khí sẽ cao hơn, có sự thay đổi lớn hơn về thời tiết và thay đổi sự phân bố của thảm thực vật trong cảnh quan. Hai yếu tố này đóng một vai trò rất lớn đối với sự mất mát đa dạng sinh học và hoàn toàn phụ thuộc vào các yếu tố do con người điều khiển.

## Ảnh hưởng sinh thái
Mất đa dạng sinh học cũng đe dọa cấu trúc và chức năng đúng đắn của hệ sinh thái. Mặc dù tất cả các hệ sinh thái đều có thể thích ứng với những căng thẳng liên quan đến việc giảm đa dạng sinh học ở một mức độ nào đó, nhưng việc mất đi đa dạng sinh học sẽ làm giảm độ phức tạp của hệ sinh thái, vì có ít hoặc không có vai trò nào từng do nhiều loài hoặc nhiều cá thể tương tác cùng thực hiện. Các tác động của việc mất hoặc thay đổi thành phần loài và cơ chế biểu hiện của các tác động này có thể khác nhau giữa các đặc tính của hệ sinh thái, các kiểu hệ sinh thái và các con đường thay đổi quần xã tiềm ẩn. Ở mức độ tuyệt chủng cao hơn (41 đến 60% số loài), tác động của sự mất mát các loài được xếp loại cùng với nhiều tác động chính khác của sự thay đổi môi trường, chẳng hạn như ô nhiễm tầng ôzôn, lắng đọng axit trên rừng và ô nhiễm chất dinh dưỡng. Cuối cùng, những tác động cũng được nhìn thấy đối với nhu cầu của con người như nước sạch, không khí và sản xuất thực phẩm theo thời gian. Ví dụ, các nghiên cứu trong hai thập kỷ qua đã chứng minh rằng các hệ sinh thái đa dạng hơn về mặt sinh học thì năng suất cao hơn. Do đó, ngày càng có nhiều lo ngại rằng tỷ lệ tuyệt chủng hiện đại rất cao - do mất môi trường sống, khai thác quá mức và những thay đổi môi trường do con người gây ra - có thể làm giảm khả năng cung cấp nguồn sống của tự nhiên như thực phẩm, nước sạch và khí hậu ổn định.

## Các nhân tố

DPSIR: động cơ, áp lực, trạng thái, tác động và phản ứng của mô hình can thiệp

Các yếu tố chính gây căng thẳng sinh học và làm tỉ lệ hao hụt tăng nhanh có thể là, trong số các mối đe dọa khác như sau:
1. Mất và suy thoái môi trường sống: Tăng cường sử dụng đất (và kéo theo đó là mất đất/mất môi trường sống) đã được xác định là một yếu tố đáng kể làm mất các dịch vụ sinh thái do ảnh hưởng trực tiếp cũng như với mất đa dạng sinh học.[16]
2. Biến đổi khí hậu do nắng nóng căng thẳng và hạn hán
3. Sự phú dưỡng và các dạng ô nhiễm khác
4. Khai thác quá mức và sử dụng không bền vững (ví dụ như các phương pháp đánh bắt không bền vững) chúng ta hiện đang sử dụng tài nguyên thiên nhiên nhiều hơn 25% so với hành tinh
5. Xung đột vũ trang, làm gián đoạn sinh hoạt và thể chế của con người, góp phần làm mất môi trường sống và tăng cường khai thác quá mức các loài có giá trị kinh tế, dẫn đến suy giảm số lượng và nguy cơ tuyệt chủng đồng loạt.[17]
6. Các loài ngoại lai xâm lấn cạnh tranh hiệu quả để giành lấy vị trí thích hợp, thay thế các loài bản địa[18]
7. Hoạt động của con người đã khiến Trái Đất phải vật lộn để duy trì sự sống, do những yêu cầu của con người. Cũng như khiến khoảng 30% các loài động vật có vú, lưỡng cư và chim có nguy cơ tuyệt chủng.[19]

## Các loài

### Côn trùng
Các bài chi tiết: Sự suy giảm số lượng côn trùng, Đa dạng sinh học côn trùng, Sự suy giảm chất thụ phấn và Hiện tượng Kính chắn gió
Vào năm 2017, nhiều công bố khác nhau mô tả sự sụt giảm đáng kể tuyệt đối về sinh khối côn trùng và số lượng loài ở Đức và Bắc Mỹ trong khoảng thời gian 27 năm. Các tác giả nhấn mạnh neonicotinoids và các hóa chất nông nghiệp khác như những lý do có thể gây ra sự suy giảm. Viết trên tạp chí PLOS One, Hallman et al. (2017) kết luận rằng "sự suy giảm sinh khối côn trùng trên diện rộng là đáng báo động."

### Chim chóc
Một số loại thuốc trừ sâu có tên Neonicotinoids có thể góp phần làm suy giảm một số loài chim nhất định.

### Loài bản địa
Con người đã thay đổi sự phong phú của thực vật trong các cảnh quan khu vực trên toàn thế giới, biến hơn 75% quần xã sinh vật trên cạn thành "quần xã sinh vật do con người tạo ra." Điều này được thể hiện qua việc các loài bản địa dần bị thay thế và bị cạnh tranh bởi nông nghiệp. Các mô hình chỉ ra rằng khoảng một nửa sinh quyển đã chứng kiến một "sự thay đổi nhân sinh quan thực chất" về sự phong phú của các loài.

## Nông lương
Vào năm 2019, Tổ chức Lương thực và Nông nghiệp của Liên hợp quốc đã đưa ra báo cáo đầu tiên về Tình trạng Đa dạng sinh học của Thế giới đối với Lương thực và Nông nghiệp, trong đó cảnh báo rằng "Nhiều thành phần chính của đa dạng sinh học đối với thực phẩm và nông nghiệp ở cấp độ di truyền, loài và hệ sinh thái đang suy giảm." Báo cáo nói rằng điều này là do "nhiều sự điều khiển hoạt động ở các cấp độ khác nhau" và cụ thể hơn là "các xu hướng toàn cầu chính như thay đổi khí hậu, thị trường quốc tế và dân số học làm phát sinh các nguyên nhân như thay đổi mục đích sử dụng đất, ô nhiễm và lạm dụng các yếu tố đầu vào bên ngoài, khai thác quá mức và sự gia tăng của các loài vãng lai. Tương tác giữa các trình điều khiển thường làm ảnh hưởng của chúng đối với BFA [tức là đa dạng sinh học cho thực phẩm và nông nghiệp] thêm trầm trọng.
Những thay đổi về dân số hóa, đô thị hóa, thị trường, thương mại và sở thích của người tiêu dùng được báo cáo [bởi các quốc gia cung cấp đầu vào cho báo cáo] có ảnh hưởng mạnh mẽ đến hệ thống thực phẩm, thường gây ra những hậu quả tiêu cực cho BFA và các dịch vụ sinh thái mà nó cung cấp. Tuy nhiên, những động lực như vậy cũng được báo cáo là sẽ mở ra cơ hội để làm cho hệ thống lương thực bền vững hơn, chẳng hạn như thông qua việc phát triển thị trường cho các sản phẩm thân thiện với đa dạng sinh học. Nó bổ sung thêm rằng" động lực mà nhiều quốc gia đề cập là có tác động tiêu cực đến việc điều tiết và hỗ trợ các dịch vụ hệ sinh thái [trong các hệ thống sản xuất nông nghiệp và thực phẩm] là những thay đổi trong việc quản lý và sử dụng đất và nước "và" việc mất và suy thoái các hệ sinh thái rừng và thủy sinh và trong nhiều hệ thống sản xuất, chuyển đổi sang sản xuất thâm canh, giảm số lượng loài, nòi và giống, vẫn là nguyên nhân chính làm mất BFA và các dịch vụ hệ sinh thái.
Báo cáo năm 2019 Đánh giá Toàn cầu IPBES về Đa dạng sinh học và Dịch vụ Hệ sinh thái khẳng định rằng canh tác công nghiệp là một yếu tố quan trọng làm suy giảm đa dạng sinh học. Sức khỏe của con người phần lớn phụ thuộc vào sản phẩm của hệ sinh thái. Sự mất đa dạng sinh học cũng kéo theo tác động lớn đến sức khỏe con người. Đa dạng sinh học làm cho con người có thể có đất đai bền vững ở một mức độ nhất định và các phương thức dùng yếu tố di truyền để sản xuất thức ăn.

## Các giải pháp
Có rất nhiều thách thức về bảo tồn khi đối phó với mất đa dạng sinh học nên cần phải có nỗ lực chung thông qua các chính sách công, giải pháp kinh tế, giám sát và giáo dục của chính phủ, tổ chức phi chính phủ, các nhà bảo tồn, v.v. Cần có các khuyến khích để bảo vệ các loài và bảo tồn môi trường sống tự nhiên của chúng và không khuyến khích mất và suy thoái môi trường sống (ví dụ như thực hiện phát triển bền vững). Các cách khác để đạt được mục tiêu này là thực thi các luật ngăn chặn săn trộm động vật hoang dã, bảo vệ các loài khỏi săn bắn và đánh bắt quá mức, bảo vệ cây xanh, chặt phá hoại rừng, đồng thời giữ cho các hệ sinh thái mà chúng sống nguyên vẹn và an toàn trước sự xâm lấn của các loài và chuyển đổi mục đích sử dụng đất.

## Các tổ chức
Có nhiều tổ chức công hiến sự nghiệp cho ưu tiên các nỗ lực bảo tồn như Danh sách Đỏ các loài bị đe dọa từ Liên minh Bảo tồn Thiên nhiên và Tài nguyên Thiên nhiên Quốc tế (IUCN) và Đạo luật Các loài Nguy cấp của Hoa Kỳ. Ngoài ra, nhà khoa học môi trường người Anh Norman Myers và các đồng nghiệp của ông đã xác định được 25 điểm nóng đa dạng sinh học trên cạn có thể được coi là ưu tiên cho việc bảo vệ môi trường sống. Nhiều chính phủ trên thế giới đã bảo tồn một phần lãnh thổ của họ theo Công ước Đa dạng Sinh học (CBD). Kể từ năm 2010, khoảng 164 quốc gia đã phát triển kế hoạch để đạt được các mục tiêu bảo tồn của họ, bao gồm bảo vệ 17% vùng nước trên cạn và nội địa và 10% vùng ven biển và biển. Đến năm 2019, chính phủ nhiều quốc gia đã bảo vệ 14,9% diện tích đất và 7,5% đại dương trên thế giới.

## Trang ngoài
- Anup Shah (2014). "Loss of Biodiversity and Extinctions". globalissues.org.
- "How does Biodiversity loss affect me and everyone else?". panda.org. Bản gốc lưu trữ ngày 17 tháng 4 năm 2018. Truy cập ngày 2 tháng 9 năm 2020.
- "TOPICS IN BIODIVERSITY LOSS". Global Change Project of the Paleontological Research Institution. Bản gốc lưu trữ ngày 19 tháng 12 năm 2016. Truy cập ngày 24 tháng 1 năm 2017.
- "Forests, desertification and biodiversity". United Nations Sustainable Development. Truy cập ngày 5 tháng 3 năm 2018.
- "Climate Change and Biodiversity Loss". Center for Health and the Global Environment. ngày 19 tháng 7 năm 2017. Bản gốc lưu trữ ngày 6 tháng 3 năm 2018. Truy cập ngày 5 tháng 3 năm 2018.
- "Harry Furzers guide to the galaxy". Harry Furzers dungeon of science information. ngày 19 tháng 7 năm 2018. Truy cập ngày 5 tháng 3 năm 2018.[liên kết hỏng]
- "How Overpopulation Leads to Habitat Loss and Mass Extinction". Max Katz-Balmes.
- "Biodiversity loss could be making us sick – here's why". The Conversation. ngày 4 tháng 8 năm 2020.